# Rajkovac (Mladenovac)
Rajkovac (Servisch cyrillisch Рајковац) is een plaats in de Servische gemeente Mladenovac. De plaats telt 1639 inwoners (2002).